# Борское сельское поселение (Бокситогорский район)
Бо́рское се́льское поселе́ние — муниципальное образование в составе Бокситогорского района Ленинградской области. Административный центр — деревня Бор.

## Географические данные
Площадь поселения составляет 699,21 км². 
Расположено в юго-западной части района, граничит с Тихвинским районом и Любытинским районом Новгородской области.
По территории поселения проходят автодороги:
- 41К-031 (Дыми — Бочево)
- 41К-034 (Пикалёво — Струги — Колбеки)
- 41К-281 (Колбеки — Дороховая)
- 41К-290 (Дороховая — Овинец)
- 41К-292 (Половное — Дорогощи)

Расстояние от административного центра поселения до районного центра — 3 км.

## История
В ноябре 1928 года в результате объединения Межурецкого и Пярдомльского сельсоветов в составе Тихвинского района Ленинградской области был образован Борский сельсовет.
По состоянию на 1933 год в состав Борского сельсовета входили 19 населённых пунктов, население — 2405 чел.
25 июля 1952 года Борский сельсовет был передан во вновь образованный Бокситогорский район.
29 января 1960 года к Борскому сельсовету был присоединён Сенновский сельсовет.
С 1 февраля 1963 года по 12 января 1965 года Бокситогорский район был ликвидирован и Борский сельсовет входил в состав Тихвинского района.
18 января 1994 года постановлением главы администрации Ленинградской области № 10 «Об изменениях административно-территориального устройства районов Ленинградской области» Борский сельсовет, также как и все другие сельсоветы области, был преобразован в Борскую волость.
1 января 2006 года в соответствии с областным законом № 78-оз от 26 октября 2004 года «Об установлении границ и наделении соответствующим статусом муниципального образования Бокситогорский муниципальный район и муниципальных образований в его составе» было образовано Борское сельское поселение, в его состав вошла большая часть территории бывшей Борской волости и Мозолевская волость.

## Население
| 2006  | 2010  | 2011  | 2012  | 2013  | 2014  | 2015  |
| ----- | ----- | ----- | ----- | ----- | ----- | ----- |
| 3300  | ↘3261 | ↘3248 | ↘3217 | →3217 | ↗3259 | ↗3419 |
| 2016  | 2017  | 2018  | 2019  | 2020  | 2021  | 2023  |
| ↘3402 | ↘3360 | ↗3363 | ↘3312 | ↘3279 | ↗3401 | ↘3393 |
| 2024  | 2025  |       |       |       |       |       |
| ↗3394 | ↘3296 |       |       |       |       |       |

## Состав сельского поселения
| №  | Населённый пункт | Тип населённого пункта          | Население    |
| -- | ---------------- | ------------------------------- | ------------ |
| 1  | Болото           | деревня                         | ↗21 (2017)   |
| 2  | Большой Остров   | деревня                         | ↗90 (2017)   |
| 3  | Бор              | деревня, административный центр | ↘1690 (2017) |
| 4  | Бороватое        | деревня                         | ↗4 (2017)    |
| 5  | Бочево           | деревня                         | ↗8 (2017)    |
| 6  | Гостихино        | деревня                         | →0 (2017)    |
| 7  | Дмитрово         | деревня                         | ↗18 (2017)   |
| 8  | Дорогощи         | деревня                         | ↗9 (2017)    |
| 9  | Дороховая        | деревня                         | ↗17 (2017)   |
| 10 | Жилоток          | деревня                         | ↘23 (2017)   |
| 11 | Заполье          | деревня                         | ↘11 (2017)   |
| 12 | Золотово         | деревня                         | ↗18 (2017)   |
| 13 | Зубакино         | деревня                         | ↗8 (2017)    |
| 14 | Колбеки          | деревня                         | ↘93 (2017)   |
| 15 | Ларьян           | посёлок                         | ↘99 (2017)   |
| 16 | Максимова Гора   | деревня                         | ↗6 (2017)    |
| 17 | Межуречье        | деревня                         | ↗16 (2017)   |
| 18 | Мозолёво-1       | деревня                         | ↘427 (2017)  |
| 19 | Мозолёво-2       | деревня                         | ↘22 (2017)   |
| 20 | Мошня            | деревня                         | →8 (2017)    |
| 21 | Носово           | деревня                         | →13 (2017)   |
| 22 | Овинец           | деревня                         | ↗12 (2017)   |
| 23 | Паньково         | деревня                         | ↗8 (2017)    |
| 24 | Пареево          | деревня                         | ↗16 (2017)   |
| 25 | Половное         | деревня                         | ↘18 (2017)   |
| 26 | Пустая Глина     | деревня                         | ↗23 (2017)   |
| 27 | Рудная Горка     | деревня                         | ↗41 (2017)   |
| 28 | Савино           | деревня                         | →8 (2017)    |
| 29 | Селище           | деревня                         | ↗98 (2017)   |
| 30 | Селище           | деревня                         | ↗11 (2017)   |
| 31 | Сельхозтехника   | посёлок                         | ↘473 (2017)  |
| 32 | Славково         | деревня                         | ↘15 (2017)   |